# Hugh Percy, 10:e hertig av Northumberland
Hugh Algernon Percy, 10:e hertig av Northumberland, född den 6 april 1914, död den 11 oktober 1988 på Syon House, var son till Alan Percy, 8:e hertig av Northumberland (1880–1930) och hans maka, lady Helen Gordon-Lennox (1886–1965).
Gift 1946 med Lady Elizabeth Montagu-Douglas-Scott (1922–), dotter till Walter Montagu-Douglas-Scott, 8:e hertig av Buccleuch.

## Barn
- Lady Caroline Mary (1947–); gift 1974 med Cte Pierre de Cabarrus
- Lady Victoria Diana Lucy (1949–); gift 1:o 1975 (skilda) med John Aidan Cuthbert (1934–); gift 2:o 2000 (skilda 2006) med Charles Timothy Lyon Fellowes
- Lady Julia Helen (1950–); gift 1983 med Nicholas Robert Craig-Harvey
- Henry, 11:e hertig av Northumberland (1953–1995)
- Ralph, 12:e hertig av Northumberland (1956–); gift 1979 med Isobel Jane Miller Richard
- Lord James William (1965–); gift med Lucy Caroline Rugge-Price (1969–)